# Кубок Мальти з футболу 2019—2020
Кубок Мальти з футболу 2019–2020 — 82-й розіграш кубкового футбольного турніру на Мальті. Титул захищав Бальцан. У зв'язку з Пандемією COVID-19 20 травня 2020 року Футбольна асоціація Мальти вирішила припинити проведення турніру після чвертьфінальних матчів. Переможця визначено не було.

## Календар
| Раунд            | Дата                         | Матчі | Клуби   |
| ---------------- | ---------------------------- | ----- | ------- |
| Попередній раунд | 6-9 вересня 2019             | 8     | 67 → 59 |
| Перший раунд     | 13-15 вересня 2019           | 9     | 59 → 50 |
| Другий раунд     | 25-28 жовтня 2019            | 18    | 50 → 32 |
| 1/16 фіналу      | 29 листопада - 1 грудня 2019 | 16    | 32 → 16 |
| 1/8 фіналу       | 24-26 січня 2020             | 8     | 16 → 8  |
| 1/4 фіналу       | 29 лютого - 1 березня 2020   | 4     | 8 → 4   |
| 1/2 фіналу       |                              | 2     | 4 → 2   |
| Фінал            |                              | 1     | 2 → 1   |

## Регламент
Відповідно до формату змагань клуби Прем'єр-ліги стартують з 1/16 фіналу, у перших двох та в попередньому раунді грають клуби 2 - 4 дивізіонів.

## 1/16 фіналу
| Команда 1             | Рахунок      | Команда 2               |
| --------------------- | ------------ | ----------------------- |
| 29 листопада 2019     |              |                         |
| Кормі (2)             | 2:2 пен. 6:7 | Свії Юнайтед (2)        |
| Пембрук Атлета (2)    | 6:0          | Заббар Сент-Патрік (3)  |
| 30 листопада 2019     |              |                         |
| Бальцан               | 3:0          | Сан-Джуанн (3)          |
| Гзіра Юнайтед         | 1:2          | Сенглі Атлетік          |
| Сент-Ендрюс (2)       | 0:4          | Валетта                 |
| Таршіен Райнбоус      | 1:2          | Хамрун Спартанс         |
| Гуджа Юнайтед         | 3:0          | Лія Атлетік             |
| Мкабба (2)            | 0:3          | П'єта Готспурс (2)      |
| 1 грудня 2019         |              |                         |
| Зейтун Корінтіанс (2) | 1:3          | Гіберніанс              |
| Сліма Вондерерс       | 0:2          | Санта-Лучія             |
| Керчем Аякс (1-G)     | 1:4          | Сіренс                  |
| Флоріана              | 6:1          | Меліта (3)              |
| Рабат Аякс (3)        | 0:7          | Моста                   |
| Біркіркара            | 1:0          | Надур Янгстерс (1-G)    |
| Зеббудж Рейнджерс (2) | 3:5          | Вікторія Готспурс (1-G) |
| Шевкія Тайгерс (1-G)  | 5:2          | Мджарр Юнайтед (3)      |

## 1/8 фіналу
| Команда 1               | Рахунок | Команда 2            |
| ----------------------- | ------- | -------------------- |
| 24 січня 2020           |         |                      |
| Моста                   | 1:2     | Біркіркара           |
| 25 січня 2020           |         |                      |
| Пембрук Атлета (2)      | 0:4     | Гіберніанс           |
| Бальцан                 | 2:0     | Санта-Лучія          |
| Флоріана                | 2:0 дч  | Сенглі Атлетік       |
| П'єта Готспурс (2)      | 2:1     | Шевкія Тайгерс (1-G) |
| 26 січня 2020           |         |                      |
| Свії Юнайтед (2)        | 1:3     | Хамрун Спартанс      |
| Вікторія Готспурс (1-G) | 1:3     | Гуджа Юнайтед        |
| Валетта                 | 4:1     | Сіренс               |

## 1/4 фіналу
| Команда 1      | Рахунок      | Команда 2          |
| -------------- | ------------ | ------------------ |
| 29 лютого 2020 |              |                    |
| Валетта        | 2:0          | Гуджа Юнайтед      |
| Бальцан        | 0:1          | П'єта Готспурс (2) |
| 1 березня 2020 |              |                    |
| Гіберніанс     | 2:1 дч       | Хамрун Спартанс    |
| Флоріана       | 1:1 пен. 3:1 | Біркіркара         |